# OnePlus 6T
OnePlus 6T — смартфон компании OnePlus, который был представлен 29 октября 2018 года и установил в тот же день мировой рекорд по одновременной распаковке из коробок пользователями новых устройств. Поддерживает установку LineageOS 19.
Первая партия OnePlus 6T McLaren Edition побила рекорд продаж в Китае, будучи раскупленной за 60 секунд.

## Технические характеристики
- Материалы корпуса: металл, стекло
- Операционная система: Android 9.0 (Pie) + OxygenOS или LineageOS 19.
- Экран: диагональ 6,418", AMOLED, 2340х1080 точек, ppi 402
- Процессор: Qualcomm Snapdragon 845
- Графика: Adreno 630
- Оперативная память: 6/8/10(McLaren Edition) ГБ
- Память для хранения данных: 128.256 ГБ
- Основная камера: два модуля 16 + 20 Мп, гибридный автофокус, двойная LED вспышка
- Фронтальная камера: 16 Мп
- Сети: 2G, 3G, 4G
- Интерфейсы: Wi-Fi, Bluetooth 5.0, USB Type-C
- Навигация: GPS, ГЛОНАСС, BeiDou
- Дополнительно: акселерометр, датчик освещенности, датчик приближения, гироскоп, компас, датчик Холла, сканер отпечатка пальцев
- Батарея: 3700 мАч
- Габариты: 157,5 × 74,8 × 8,2 мм
- Вес: 185 г
- Цвета: Mirror Black, Midnight Black, Thunder Purple, McLaren Design Edition

## Камера
Основная камера OnePlus 6T - двойная. Параметры основной камеры: 16 + 20 МП, ƒ/1,7 + ƒ/1,7, гибридный автофокус, двойная LED вспышка.
Фронтальная камера имеет разрешение 16 Мп, светосила ƒ/2,0, фокус фиксированный.
Основная камера была оценена ресурсом DxOMark выше, чем камера iPhone X. Телефон набрал 101 баллов за качество, 91 балл за съемку видео и 98 баллов суммарно, заняв по итогу 11 место.

## Программное обеспечение
OnePlus 6T работает на фирменной прошивке OxygenOS, которая базируется на Android 9.0 Pie.
25 июня 2019 года вышло обновление для прошивки OnePlus 6T. Доработано несколько приложений, в том числе Screen Recorder, телефонная книга и погодная сводка.

## Продажи
OnePlus 6T был официально представлен 29 октября 2018 года основателем компании Питом Лау на пресс-конференции в Нью-Йорке.
В США продажи начались 1 ноября 2018 года. 
6 февраля 2019 года стартовали продажи в России.Стоимость 6T на момент выпуска составляла 49 990 рублей за версию 6/128 Гб, версия 8/256 Гбайт стоила 58 990 рублей.К июню 2019 года стоимость снизилась до 30 150 рублей за версию 6/128 Гб.  Снижение связывают с выходом OnePlus 7.
11 декабря 2018 года была представлена версия OnePlus 6T McLaren Edition. Эта версия побила рекорд продаж в Китае, первая партия устройств была раскуплена за 60 секунд.

## Проблема с аккумулятором
По сообщениям пользователей, через некоторое время использования 6T время автономной работы аккумулятора начинает сокращаться вдвое, иногда батарея греется.
Компания не дала комментария по этой проблеме.

## Проблема с личными данными
В середине июня 2019 года стало известно об уязвимости в приложении Shot on OnePlus, которое используется, в том числе, и в модели 6T. Приложение использовало личные данные пользователей, и к ним через API могли теоретически получить доступ злоумышленники.
Компания не прокомментировала сведения об уязвимости, однако, разработчики начали работу над исправлением API.